# Griffon de Redován
Le Griffon de Redován est une sculpture ibérique qui a été trouvée en 1893 lors de fouilles archéologiques réalisées par Valeriano Aracil dans la municipalité espagnole de Redován, province d'Alicante.

## Présentation
La sculpture est une image d'une créature mythologique mi-homme mi-aigle et représente un griffon ou un autre animal fantastique.
L'œuvre a été exposée au Musée du Louvre, jusqu'à ce qu'elle soit restituée à l'Espagne en 1941. Elle se trouve actuellement au Musée archéologique national de Madrid.